# Panania, New South Wales
Panania este o suburbie în Sydney, Australia.